# Крампоја (Олт)
Крампоја (рум. Crâmpoia) насеље је у Румунији у округу Олт у општини Крампоја. Oпштина се налази на надморској висини од 124 m.

## Становништво
Према подацима из 2002. године у насељу је живело 3830 становника, од којих су сви румунске националности.

### Хронологија
| Година       | 1992 | 1993 | 1994 | 1995 | 1996 | 1997 | 1998 | 1999 | 2000 | 2001 | 2002 | 2003 | 2004 | 2005 | 2006 | 2007 | 2008 | 2009 | 2010 | 2011 | 2012 | 2013 | 2014 | 2015 | 2016 | 2017 |
| ------------ | ---- | ---- | ---- | ---- | ---- | ---- | ---- | ---- | ---- | ---- | ---- | ---- | ---- | ---- | ---- | ---- | ---- | ---- | ---- | ---- | ---- | ---- | ---- | ---- | ---- | ---- |
| Становништво | 4158 | 4147 | 4161 | 4168 | 4164 | 4105 | 4056 | 4026 | 4025 | 3990 | 3962 | 3907 | 3876 | 3859 | 3838 | 3798 | 3800 | 3784 | 3787 | 3767 | 3741 | 3683 | 3648 | 3605 | 3579 | 3559 |